# Boet
Boet är en by i Hålanda socken i Ale kommun.  Boet ligger norr om Hålsjön någon kilometer söder om Hålanda, på andra sidan sjön från Sandåker.
I orten finns ca 13 hushåll (varav ett sommarboställe) samt ett hund- och kattpensionat.